# Nemanja Milojević
Nemanja Milojević (griechisch Νεμάνια Μιλόγεβιτς, serbisch-kyrillisch Немања Милојевић; * 23. Februar 1998 in Athen) ist ein griechisch-serbischer Fußballspieler.

## Karriere

### Verein
Milojević begann seine Karriere beim FK Čukarički. Mit der U-19-Mannschaft von Čukarički nahm er in der Saison 2016/17 an der UEFA Youth League teil. Im Februar 2017 stand er gegen den FK Javor Ivanjica erstmals im Profikader des Hauptstadtklubs. Im April 2017 debütierte er schließlich in der SuperLiga, als er am 33. Spieltag der Saison 2016/17 gegen den FK Metalac in der Startelf stand und in der 67. Minute durch Aleksandar Jevtić ersetzt wurde. Bis Saisonende kam er zu vier Einsätzen in der höchsten serbischen Spielklasse. Im Oktober 2017 erzielte er bei einem 2:1-Sieg gegen den FK Voždovac sein erstes Tor in der SuperLiga. In der Saison 2017/18 kam er zu 25 Ligaeinsätzen, in denen er drei Tore erzielte.
Zur Saison 2018/19 wechselte er zum Ligakonkurrenten FK Vojvodina. Für Vojvodina kam er in jener Spielzeit zu 35 Ligaeinsätzen, in denen er zwei Tore erzielen konnte. Nach Saisonende verließ er den Verein. Im August 2019 wechselte er nach Griechenland zu Panionios Athen. Im September 2019 gab er gegen PAOK Thessaloniki sein Debüt in der Super League.

### Nationalmannschaft
Milojević spielte im September 2016 gegen Schottland erstmals für die griechische U-19-Auswahl. Bis März 2017 kam er zu fünf Einsätzen für diese. Im März 2019 debütierte er gegen die Slowakei für die U-21-Mannschaft.

## Persönliches
Sein Vater Vladan (* 1970) war ebenfalls Fußballspieler. Nemanja wurde im Februar 1998 in Athen geboren, als sein Vater bei Panathinaikos Athen unter Vertrag stand.